# ان‌جی‌سی ۵۰۳۰
ان‌جی‌سی ۵۰۳۰ (انگلیسی: NGC 5030) یک کهکشان مارپیچی میله‌ای در صورت فلکی سنبله است. این کهکشان در ۱۷ مارس ۱۸۸۱ توسط ستاره شناس آمریکایی ادوارد سینگلتون هولدن کشف شد.